# Kurt Witt

Kurt Witt, 2022

Kurt Witt (auch: Kurt de Witt, * 6. Juni 1962 in Pasewalk, Kreis Pasewalk, Bezirk Neubrandenburg) ist ein deutscher Musiker, Trompeter,  Flügelhornspieler und Bandleader. Er lebt in seinem Geburtsort Pasewalk.

## Biografie
Witt bekam sein erstes Instrument im Alter von 14 Jahren von seinem Vater, selbst ein ausgezeichneter Trompeter. Nach der Schule absolvierte er auf der Insel Rügen
sein Militärmusik-Fachstudium, das er 1982 mit der Note „sehr gut“ abschloss. Anschließend spielte er als Solo-Trompeter bis 1990 im Musikkorps Eggesin, ab 1990 im Heeresmusikkorps der Bundeswehr. Es folgten Jahre der Mitwirkung in verschiedenen Ensembles und Orchestern, wie bspw. Die Fröhlichen Musikanten, Die Nordländer und die Kaiserlich Königliche Regimentskapelle. Gleichzeitig verfolgte Witt jedoch sein vordringlichstes Ziel – eine Karriere als Solo-Trompeter mit eigenem Material. Ein erstes Ergebnis dieser Bestrebungen war die Veröffentlichung seiner selbst produzierten Debüt-CD Träume einer Sommernacht, die im Jahr 2002 erschien.
Musikalische Schwerpunkte setzt Witt mit Titeln und Interpretationen verschiedener Genres wie Klassik, Jazz, Swing, Funk und Rock, die ihn über die Jahre zu einem vielseitigen und gefragten Sideman und Begleitmusiker für bekannte Größen des Showgeschäfts machten, sowie als Bandleader seiner "Kaiserbäder Bigband". Zunehmend ist Witt Gast in Unterhaltungssendungen und Veranstaltungen von ARD, ZDF, MDR und NDR, bspw. bei Marianne und Michael oder Achim Mentzel. Er macht Konzerte und Tourneen mit Kollegen wie Dagmar Frederic, Hans-Jürgen Beyer, Gerd Christian oder Uwe Jensen.
Seine Wege kreuzten sich schließlich 1998 mit denen Lennart Axelssons, einem bekannten schwedischen Jazztrompeter, der ihn unterrichtete und während gemeinsamer Arbeiten mit dem US-amerikanischen Jazzposaunisten, Komponisten und Grammy-Preisträger Joe Gallardo sowie dem deutschen Jazz-Gitarristen und Fusion-Musiker Stephan Diez zusammenbrachte. Letztgenannte trugen durch ihre Mitwirkung und die Bereitstellung eigener Kompositionen dazu bei, dass Witt in Zusammenarbeit mit den Komponisten und Produzenten Wolfgang Pentinghaus und Thomas Kässens unter dem kurzzeitig angenommenen Künstlernamen Kurt de Witt im Jahr 2013 sein so betiteltes zweites Solo-Album veröffentlichen konnte.
Über die Jahre hat Witt sich Reputationen erarbeitet, die auch im Kollegenkreis Aufmerksamkeit wecken und Anerkennung finden. So äußern sich etwa der Schweizer Star-Bandleader Pepe Lienhard  und Grammy Award Winner Joe Gallardo zu Witts dritter CD-Produktion From me to you aus dem Jahr 2022:

„Kurt Witt hat mit diesem neuen Album eine tolle, fetzige Produktion abgeliefert. Er überzeugt mit einem klaren, vollen Ton. Auch die Arrangements und die Begleitband kreieren einen mitreißenden Sound.“

„Ich schreibe Songs für Kurt Witt, weil ich an ihn glaube.“

Weiterhin ist er 2023 Gastmusiker im Konzertprogramm der international bekannten Sängerin Regina Thoss und der Schlagersängerin Monika Herz.

## Diskografie
- 2002 Träume einer Sommernacht
- 2013 Kurt de Witt
- 2022 From me to you